# Sinfonía n.º 79 (Haydn)

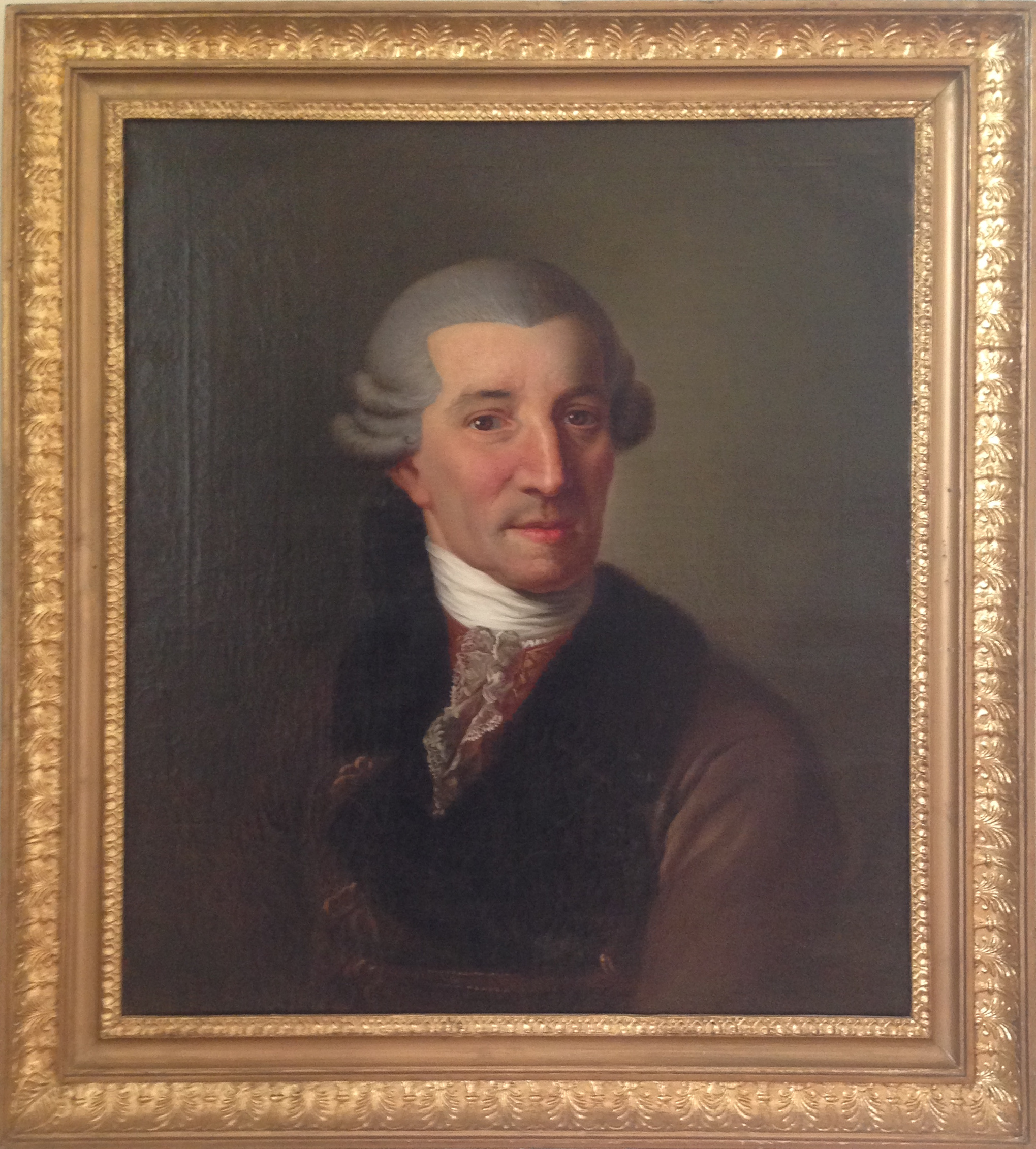
Haydn en 1785.

La Sinfonía n.º 79 en fa mayor, Hob. I:79 fue compuesta por Joseph Haydn en 1784.

## Historia
La producción sinfónica del maestro austríaco puede dividirse a grandes rasgos en tres bloques temporales: el primer bloque (1757-1761) se corresponde con su periodo al servicio del conde Carl von Morzin (n.º 1 - n.º 5); el segundo bloque en la corte Esterházy (1761-1790 pero con la última sinfonía para el público de Esterházy en 1781); y el tercer bloque (1782-1795) comprende las Sinfonías de París (n.º 82 - n.º 87) y las Sinfonías de Londres (n.º 93 - n.º 104). El 1 de mayo de 1761 el compositor firmó su contrato como vice-kapellmeister (más tarde kapellmeister) de la familia Esterházy, que nominalmente duró 48 años, hasta su muerte.
La composición de esta pieza se desarrolló en 1784. Forma parte del trío de Sinfonías n.º 79, 80 y 81. A diferencia de las tres anteriores (n.º 76, 77 y 78), que fueron escritas para un viaje a Londres, o de las seis siguientes (n.º 82 a 87), compuestas para París, se desconoce para qué ocasión se escribieron estas tres sinfonías. Haydn demuestra ser un experto muy hábil en composición que, además de sus amplias responsabilidades en la corte de Esterhàzy (y especialmente como kapellmeister durante este periodo), sabe satisfacer la demanda del mercado internacional. Según Reisig, es muy posible que estas tres obras fueran a coincidir con una gira prevista por Inglaterra. A pesar de que la prensa londinense había allanado el terreno, esta gira resultó ser prematura, si bien el retraso sólo sirvió para dar impulso a este triunfo final en la vida del compositor. Mientras tanto, este trío de piezas es una demostración más del compositor de mediana edad en su mejor momento.
La primera edición fue llevada a cabo por Torricella y Artaria en Viena en 1785.

## Instrumentación
La partitura está escrita para una orquesta formada por:
- Viento madera: 1 flauta, 2 oboes y 2 fagotes.
- Viento metal: 2 trompas.
- Cuerda: una sección de cuerdas con 2 violines, viola, violonchelo y contrabajo.

En cuanto a la participación del clavecín como bajo continuo en las sinfonías de Haydn existen diversas opiniones entre los estudiosos: James Webster se sitúa en contra; Hartmut Haenchen a favor; Jamie James en su artículo para The New York Times presenta diferentes posiciones por parte de Roy Goodman, Christopher Hogwood, H. C. Robbins Landon y James Webster. A partir de 2019 la mayor parte de las orquestas con instrumentos modernos no utiliza el clavecín como continuo. No obstante, existen grabaciones con clavecín en el bajo continuo realizadas por: Trevor Pinnock (Sturm und Drang Symphonies, Archiv, 1989-1990); Nikolaus Harnoncourt (n.º 6–8, Das Alte Werk, 1990); Sigiswald Kuijken (incluidas las Sinfonías de París y Londres; Virgin, 1988-1995); Roy Goodman (Ej. n.º 1-25, 70-78, 82-87; Hyperion, 2002).

## Estructura y análisis
La sinfonía consta de cuatro movimientos:
- I. Allegro con spirito, en fa mayor 4
4
- II. Adagio cantabile 3
4 – Un poco allegro, en si bemol mayor 2
2
- III. Menuet. Allegretto – Trio, en fa mayor 3
4
- IV. Finale. Vivace, en fa mayor 2
4

La interpretación de esta obra dura aproximadamente entre 20 y 25 minutos. Se aprecian aquí algunas innovaciones formales interesantes.

### I.Allegro con spirito
El primer movimiento, Allegro con spirito, está escrito en la tonalidad de fa mayor, en compás de 3/4 y sigue la forma sonata. Se trata de una forma sonata convencional en el que una parte considerable del desarrollo sólo se "añade" tras el inicio de la recapitulación. En el animado tema inicial hay suficiente material como para componer dos. La segunda mitad con el sabor claramente náutico de una chirimía. El segundo tema posee un lirismo mozartiano, mientras que el unísono del tercero ha llevado a algunos a sugerir que la sinfonía nació como una obra de cámara. Para Reisig lo más asombroso es la superposición de procesos de desarrollo en la recapitulación.

### II.Adagio cantabile – Un poco allegro
El segundo movimiento, Adagio cantabile, está en si bemol mayor y en compás de 3/4 que en el allegro pasa a ser alla breve. Es peculiar, ya que consta de dos mitades que, salvo por la tonalidad, parecen no tener absolutamente nada que ver entre sí. La primera mitad es un elegante movimiento lento, marcado Adagio cantabile. Aunque, conforme a Reisig, es más bien un Andante a pesar de su denominación. Empieza afinado y relajado, sin ninguna carga emocional pesada, pero a mitad de camino cambia inesperadamente a un allegro mercurial. La segunda mitad es un breve kehraus, marcado Un poco allegro, que deja al público con la duda de si ha escuchado un Finale, ya que está escrito en un tempo más rápido de lo habitual que resulta más típico de un movimiento de cierre. En palabras de Reisig este giro podría dejar boquiabierto incluso a un público moderno; de hecho, uno podría tener la impresión de haberse quedado dormido, perderse el minueto y despertarse en el Finale.

### III.Menuet. Allegretto– Trio
El tercer movimiento, Menuet. Allegretto – Trio, está en fa mayor y en compás de 3/4. Es un movimiento más convencional. Está en el cautivador estilo bucólico de Haydn, con las trompas y las maderas añadiendo delicados toques al color general de las cuerdas. El minueto en su mayor parte está construido en estilo "4 + 2". Son frases de seis en los que los dos últimos compases  sirven como un eco parcial de los dos primeros. El trío se basa en el tema del final del rondó del Concierto para trompa n.º 1, K. 412/386b de Mozart, aunque es poco probable que cada compositor tuviera contacto con la obra del otro.

### IV.Finale.Vivace
El cuarto y último movimiento, Finale. Vivace, retoma la tonalidad y el compás es 2/4. El Finale es un rondó anidado en el que también se funden elementos de desarrollo de la forma sonata. El rondó cuenta con dos episodios, de los cuales el primero tiene un aire zíngaro. También ha dado pie a la teoría de que la sinfonía nació como música de cámara por la claridad de su escritura dominada por las cuerdas. El retraso en la entrada y la posterior escasez de la presencia de vientos sugieren que fueron incorporados al conjunto a posteriori.